# Menace Beach
Menace Beach est un jeu vidéo de plate-forme non licencié développé par Color Dreams et édité par Color Dreams en Europe et en Amérique du Nord et par Hacker International en Asie. Le jeu est sorti en 1990 sur NES et en 1992 dans la compilation Maxivision 15-in-1 de American Video Entertainment. Il est sorti en Asie sous le nom de Miss Peach World.

## Système de jeu
Selon le mode d'emploi du jeu, le joueur contrôle le héros sur un skateboard, dont la petite amie, Bunny, a été enlevée par Demon Dan. L'écran d'introduction montre Bunny attaché par des chaînes qui demande l'aide du joueur. Dans le jeu, le héros doit utiliser son skateboard et d'autres objets comme des ballons, des grenouilles, des bombes et des bouteilles pour battre des ninjas, des clowns et des dockers avant d'affronter Demon Dan. Dans le jeu, à chaque milieu de niveaux, on voit la petite amie attachée dont les habits se déchirent par pourrissement jusqu'à ce qu'il ne lui reste plus que ses sous-vêtements.

## Sunday Funday
Menace Beach a plus tard été reconçu sur le thème chrétien et vendu sous le label Wisdom Tree de Color Dreams sous le nom de Sunday Funday.